# Isabel Ruth
Isabel Ruth est une actrice portugaise née à Tomar (district de Santarém) le 6 avril 1940.

## Biographie
Isabel Ruth, de son nom complet Isabel Ruth da Silva Roberto dos Santos Lopes, a joué dans plus de 50 films depuis 1963, quand elle fut révélée dans le rôle d'Ilda dans Les Vertes années de Paulo Rocha. Actrice régulière pour Manoel de Oliveira (Val Abraham, Je rentre à la maison, L'Étrange Affaire Angélica), elle a également joué pour de grands réalisateurs tels Pier Paolo Pasolini, Pedro Costa, Teresa Villaverde et Raoul Ruiz. Elle a reçu un Globo de Ouro de la meilleure actrice en 2007, et un prix Sophia d'honneur en 2012.
Elle est mariée à l'acteur João D'Ávila (pt).

## Filmographie

### Cinéma
- 1963 : Les Vertes années (Os Verdes Anos) de Paulo Rocha : Ilda
- 1966 : Domingo à Tarde d'António de Macedo : Lúcia
- 1966 : Changer de vie (Mudar de Vida) de Paulo Rocha : Albertina
- 1967 : Œdipe roi (Edipo re) de Pier Paolo Pasolini : servante de Jocaste
- 1968 : La Révolution sexuelle (La rivoluzione sessuale) de Riccardo Ghione
- 1969 : H2S de Roberto Faenza
- 1969 : Il rapporto de Lionello Massobrio : Diana
- 1981 : Moi, l'autre (Conversa acabada) de João Botelho : la folle américaine dans le confession de Lucio
- 1984 : Paisagem sem barcos de Laura Antonio : Joana
- 1987 : Les Montagnes de la lune (O desejado) de Paulo Rocha : Virginia
- 1987 : O Bobo de José Álvaro Morais : Ilda / Dona Teresa
- 1988 : Este tempo (Tempos Difíceis) de João Botelho : femme de Sebastião
- 1988 : Agosto de Jorge Silva Melo : voisine de Carlos
- 1989 : Bearskin : An Urban Fairytale d'Ann et Eduardo Guedes : Mrs J
- 1991 : A idade maior d'Antonio Campos : la professeure
- 1992 : Terra fria de Teresa Villaverde : Dona Rita
- 1992 : Xavier de Manuel Mozos : Laura
- 1993 : Val Abraham (Vale Abraão) de Manoel de Oliveira : Ritinha
- 1993 : Dead Letters (court métrage) de Robin Sheppard : la mère
- 1994 : Coma de Denys Granier-Deferre
- 1994 : La Cassette (A Caixa) de Manoel de Oliveira : la vendeuse
- 1994 : Pax d'Eduardo Guedes : Esmeralda
- 1994 : Deux frères, ma soeur (Três irmãos) de Teresa Villaverde : voix de la mère
- 1996 : A fachada (court métrage) de Julio Alves : sketch 5, la mère
- 1997 : Voyage au début du monde (Viagem ao Princípio do Mundo) de Manoel de Oliveira : Olga
- 1997 : Ossos de Pedro Costa : Eduarda
- 1997 : O apartamento (court métrage) : Teresinha
- 1998 : Os Mutantes de Teresa Villaverde : Isabel
- 1998 : Le Fleuve d'or (O Rio do Ouro) de Paulo Rocha : Carolina
- 1998 : Inquiétude (Inquietude) de Manoel de Oliveira : Marta
- 1999 : Trois ponts sur la rivière de Jean-Claude Biette : l'assistante du professeur
- 1999 : Appassionate de Tonino de Bernardi : Pina
- 2000 : La Racine du cœur (A raiz do coração) de Paulo Rocha : Ju
- 2000 : Combat d'amour en songe de Raoul Ruiz
- 2000 : Poisson lune (Peixe-lua) de José Alvaro Morais : Conceição
- 2000 : Nuits (Noites) de Claudia Tomaz : la femme cliente
- 2000 : Erros meus (court métrage) de Jorge Cramez : la mère
- 2000 : Cinema (court métrage) de Fernando Lopes : la femme
- 2001 : L'Homme des foules de John Lvoff : Docteur Figueira
- 2001 : Je rentre à la maison de Manoel de Oliveira : la laitière
- 2001 : Rasganço de Raquel Freire : Docteure Zita Portugal
- 2002 : Le Dauphin (O Delfim) de Fernando Lopes : Aninha
- 2002 : Le Principe de l'incertitude (O Princípio da incerteza) de Manoel de Oliveira : Celsa
- 2004 : El coche de pedales de Ramon Barea : Abuela
- 2004 : Vanitas de Paulo Rocha : Nela Calheiros
- 2004 : Adriana de Margarida Gil : Estela
- 2005 : Le Miroir magique (Espelho magico) de Manoel de Oliveira : Celsa Adelaide
- 2007 : J'ai deux amours (Daqui p'ra frente) de Catarina Ruivo : la mère
- 2007 : Médée Miracle de Tonino de Bernardi : la femme sans abri
- 2007 : Nadine d'Erik de Bruyn : Dona Inez
- 2009 : Um dia frio (court métrage) de Claudia Varejão
- 2010 : L'Étrange Affaire Angélica (O estranho caso de Angélica) de Manoel de Oliveira : la femme de chambre
- 2010 : Amor cego (court métrage) de Paulo Filipe : Constança
- 2011 : E o tempo passa d'Alberto Seixas Santos : Renata
- 2011 : Final de Miguel Guimarães et Daniel P. Sousa
- 2011 : Os conselhos da minha vida  (court métrage) d'André Santos Luís et Miguel Lopes Rodrigues
- 2011 : Viagem a Portugal de Sérgio Tréfaut : l'inspectrice
- 2011 : Khoreia (court métrage) de Manuel Guerra
- 2012 : La Vengeance d'une femme (A vingança de uma mulher) de Rita Azevedo Gomes : la femme
- 2013 : Versailles (court métrage) de Carlos Conceição : Madame
- 2013 : Se eu fosse ladrão, roubava de Paulo Rocha : la mère de Vitalino
- 2013 : The Stranger (court métrage) d'Anne Leclercq
- 2015 : Cinzas e brasas (court métrage) de Manuel Mozos : Dulce
- 2016 : Treblinka de Sérgio Tréfaut : voix
- 2018 : Raiva de Sérgio Tréfaut : Amanda Carrusca
- 2018 : O sapo e a rapariga (court métrage) d'Inês Oliveira : Deolinda
- 2018 : Sunday (court métrage) de Hanspeter Ammann et Ricardo Vieira Lisboa : Laura
- 2019 : Portugal não esta à venda d'André Badalo : Lidia Dias
- 2020 : Fatima de Marco Pontecorvo : la vieille femme
- 2020 : L'Ordre moral (Ordem moral) de Mario Barroso : grand-mère
- 2021 : Boa noite (court métrage) de Catarina Ruivo : grand-mère Julia
- 2023 : Primeira obra de Rui Simões : la voyante
- 2023 : Estações da vida : Vento da desordem (court métrage) de Tomas Baltazar : Alma Bentes

### Télévision
- 1997 : Maigret (série télévisée), épisode Maigret et l'Improbable Monsieur Owen de Pierre Koralnik : femme de chambre de l'hôtel